# Stade de football
Pour un article plus général, voir stade.

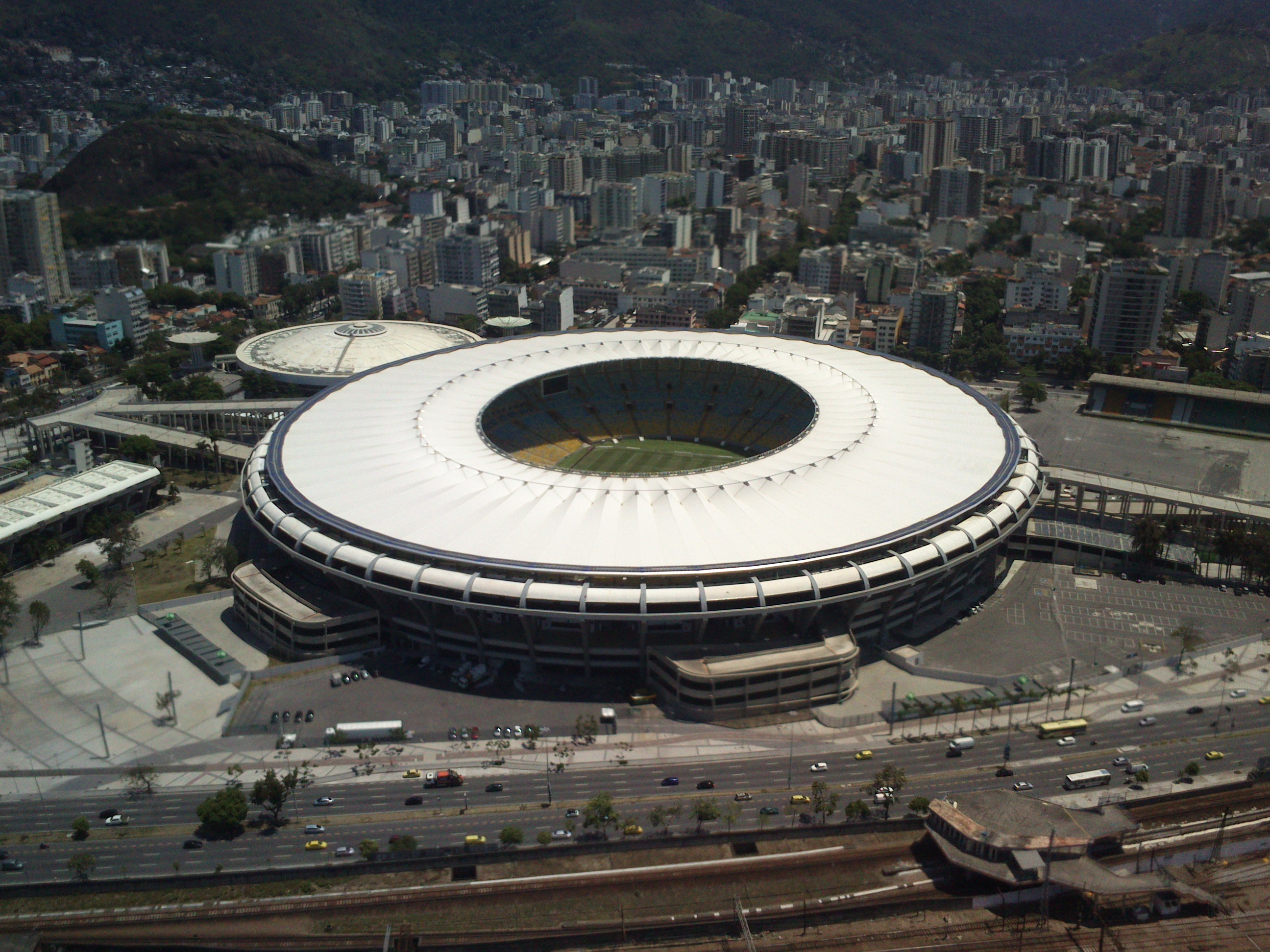
Le stade Maracana surnommé « Le temple du football »

Un stade de football est un stade utilisé principalement pour le football, qui comprend le terrain de jeu et l'ensemble des tribunes et autres installations bordant celui-ci.
Certains stades de football peuvent accueillir des rencontres d'autres sports, par exemple du rugby, voire des spectacles non sportifs, tels des concerts.

## Histoire

### Premiers stades multifonctions
Mis à part les Grecs et les Romains, peu de civilisations bâtissent des enceintes du gabarit des stades de football modernes.[réf. nécessaire]
Les Britanniques, qui codifient le jeu, érigent les premières enceintes destinées au football, en s'appuyant parfois sur des installations initialement prévues pour la pratique du cricket. La Grande-Bretagne se couvre bien vite de stades et nombre de clubs se fixent définitivement en un lieu avant les années 1890. Ainsi, un nombre important de stades anglais ont plus de cent ans d'âge. Agrandissements et rénovations font évoluer l'enceinte au fil des décennies. Les stades du Goodison Park à Liverpool et du Celtic Park à Glasgow, font longtemps figures de stades les plus modernes de Grande-Bretagne. Ils furent pourtant érigés en 1892.
Les premiers stades anglais sont rarement « à l'anglaise », c'est-à-dire de forme rectangulaire en suivant les lignes du terrain au plus près. En effet, depuis les années 1880 et jusqu'à la démolition en 2003 de l'enceinte de Wembley dans la banlieue de Londres, la forme elliptique des tribunes est courante. Une piste plane ceinture souvent le terrain de football afin de permettre la tenue de courses de lévriers ou de Speedway. De même en France, où les stades sont avant tout des vélodromes mettant à disposition en leur centre une vaste étendue gazonnée que les footballeurs et autres rugbymen colonisent. Ainsi, le Parc des Princes à Paris est inauguré le 17 juillet 1897 en tant que stade vélodrome et il faut attendre 1900 pour voir les footballeurs évoluer dans ce stade ceinturé d'une piste cycliste elliptique. En Italie et au Portugal, le cyclisme prend aussi son essor avant l'apparition du football. Le plus fameux des architectes de stades de l'époque est l'Écossais Archibald Leitch.

### Outils politiques et sociaux
Les stades édifiés au début du XXe siècle sont fortement inspirés des modèles anciens comme le Colisée de Rome, où les gradins sont supportés par des poteaux et des voûtes formant un ensemble monumental inscrit dans la ville, de Los Angeles à Barcelone, de Venise à Rome, de Lyon à Bordeaux. Durant cette période, Pierre de Coubertin dénonce la massification du spectacle sportif qui ne tient pas ses promesses. La Revue Olympique, organe officiel du Comité olympique français, publie une série d’articles affirmant que « le stade est un lieu de dégénérescence de la sociabilité sportive ». En septembre 1910, il affirme notamment : « le spectateur sportif est devenu une plaie. Il abaisse le niveau moral du sportman, lui inspire des préoccupations étrangères à l’acte qu’il accomplit et des ambitions qui ne sont point nobles. Or quand on a construit un stade avec vingt mille places dedans, il faut bien l’utiliser ». Les stades se multiplient donc car les enjeux économiques et politiques restent prépondérants. Les sociétés contemporaines construisent des stades de plus en plus nombreux et de plus en plus grands.
L’utilisation de nouveaux matériaux comme le béton et l’acier permettent des avancées techniques tout en conservant les fonctions symboliques d’ordre et de puissance. Le complexe du Reichssportfeld, de l’Olympia-stadium, construit en 1936 à Berlin en est un exemplaire avec ses façades néo-classiques, ses dégagements et ses gradins qui permettent à la foule de suivre les manifestations sportives tout en prêtant attention aux tribunes officielles où se rassemblent les représentants du pouvoir politique.
Après la Seconde Guerre mondiale, les pays de l’Est reprennent les thématiques des grands stades symboliques du pouvoir et de l’ordre. Celui de Moscou, construit au début des années cinquante s’inscrit dans ce projet. Le toit dit « cantilever », c'est-à-dire sans poteau de soutien (en « porte-à-faux »), est alors développé. L'éclairage fut longtemps proscrit après quelques tentatives dans les années 1880. On attendra donc les années 1950-1960 pour équiper les stades de systèmes d'éclairage.
La réelle mise à niveau des stades de football en matière de confort et de sécurité a été opérée. Jusqu'au milieu des années 1980, il est courant d'entasser des supporters debout dans une tribune. Après les catastrophes des années 1980 (Bradford, Heysel et Hillsborough), d'incontestables progrès sont réalisés dans ce domaine, provoquant une remontée spectaculaire des affluences dans les pays où ces innovations ont d'abord lieu : Allemagne, Angleterre et France.

### Technologie et domination du sujet sportif
Après 1950, la maîtrise de matériaux comme la fibre de verre favorise l’émergence de nouveaux concepts de stades qui s’affirment d’abord au sud des États-Unis. À Houston, l’Astrodome, inauguré en 1965, est le premier d’une génération qui propose une polyvalence, une sonorisation et une climatisation ; la nouveauté vient surtout de la couverture complète du stade par un toit translucide. La tendance des stades couverts gagne le Japon qui édifie le Tokyodome, mais est moins forte en Europe où les questions de sécurité et de confort sont déterminé la réorganisation de nombreuses enceintes. La construction du stade de Munich pour les Jeux Olympiques de 1972 illustre la volonté du gouvernement allemand d’inverser l’image des Jeux de Berlin, en proposant un projet aérien en forme de conque disposant d’une structure tendue sur câbles et flèches métalliques dessinée par Frei Otto. Les JO provoquent l'émargence des stades les plus innovants comme à Pékin en 2008, à Londres en 2012 ou à Rio en 2018.
En 2016, on estime à plusieurs milliers la quantité de stade de plus de 20 000 places, à quelques centaines ceux de plus de 60 000 places déjà édifiés et plusieurs dizaines de stades de plus de 30 000 places en construction.

## Composition

### Objectif général
Depuis l’époque de la Grèce et de la Rome antiques, la conception des stades évolue considérablement de manière à répondre aux exigences spécifiques à un large éventail de disciplines sportives. Au cours des dernières décennies, l’approche des projets de stade change radicalement. Dans les années 1990, les stades de football sont souvent conçus pour servir à d’autres sports comme l’athlétisme. Les stades possèdent, par exemple, généralement des pistes d’athlétisme qui s’étendent tout autour du terrain. Le constat est ensuite fait que cela nuit à l'ambiance lors des matches, car elle réduit l’effet fermé du stade.
À l'inverse, la conception moderne se concentre sur les besoins spécifiques du football. En 2011, dans son Guide pour des stades de qualité, l'UEFA préconise que « le pourtour du stade devrait embrasser le terrain de manière à maximiser cet effet chaudron sans, bien sûr, compromettre pour autant la sécurité des joueurs, des entraîneurs, des officiels ou des spectateurs ». Il indique que les principaux aspects et considérations dont les concepteurs de stade du XXIe siècle devraient tenir compte sont de créer des structures accueillantes offrant un maximum de confort et de sécurité, considérées comme des modèles architecturaux du paysage urbain, être conçus comme des destinations accueillantes pour les familles, dans le cadre tant des matches de football que d’autres événements et en intégrant une large gamme d’installations et d’utilisations.

### Architecture
L’histoire des formes architecturales qui se sont succédé offre une lecture illustrant leurs différentes fonctions. Les modèles antiques restent d’abord la référence, puis les stades se libèrent de cette emprise pour valoriser le spectacle, et dans la période récente s’inscrivent dans des projets urbains.

### Terrain
Les obligations réglementaires des stades de football sont définies par la Loi 1 du football.
Élément central du stade, le champ de jeu connaît également des évolutions. Simples terrains engazonnés au début, ce sont aujourd'hui de véritables usines avec système de chauffage intégré. Les premiers systèmes de supports adaptés au champ de jeu furent des drainages rendant la pratique du jeu possible par forte pluie. Les premiers systèmes de chauffage de la pelouse limitant les effets du gel sont mis en place dans les années 1950. La surface de jeu est d'environ 0,7 ha et peut varier légèrement d'un stade à un autre.
On expérimente dans les années 1980 l'astroturf américain, forme de pelouse synthétique. On s'oriente ensuite vers une pelouse mixte : naturelle et synthétique.

## Stades remarquables

### Plus grands stades de football
Parmi les plus grands stades du monde, peu sont uniquement destinés à la pratique du football. Pour autant, le stade à la plus grande capacité est le Stade du Premier-Mai en Corée du Nord et ses 150 000 sièges. Il faut ensuite attendre la douzième enceinte en termes de capacité pour retrouver un stade de football avec le Camp Nou de Barcelone, qui peut accueillir 99 354 spectateurs.
| Rang | Nom                        | Ville         | Pays           | Continent | Ouverture | Sports principaux            | Capacité |
| ---- | -------------------------- | ------------- | -------------- | --------- | --------- | ---------------------------- | -------- |
| 1    | Stade du Premier-Mai       | Pyongyang     | Corée du Nord  | Asie      | 1989      | Football                     | 150 000  |
| 2    | Camp Nou                   | Barcelone     | Espagne        | Europe    | 1957      | Football                     | 99 354   |
| 3    | FNB Stadium                | Johannesbourg | Afrique du Sud | Afrique   | 1989      | Football                     | 94 700   |
| 4    | Cotton Bowl Stadium        | Dallas        | États-Unis     | Amérique  | 1932      | Football américain, football | 92 200   |
| 5    | Stade national de Pékin    | Pékin         | Chine          | Asie      | 2008      | Football                     | 91 000   |
| 6    | Stade de Wembley           | Londres       | Angleterre     | Europe    | 1923      | Football, rugby à XIII       | 90 000   |
| 6    | Stade Azadi                | Téhéran       | Iran           | Asie      | 1971      | Football                     | 90 000   |
| 8    | Stade Gelora-Bung-Karno    | Jakarta       | Indonésie      | Asie      | 1962      | Football                     | 88 306   |
| 9    | Stade national Bukit Jalil | Kuala Lumpur  | Malaisie       | Asie      | 1998      | Football                     | 87 411   |
| 10   | Stade Azteca               | Mexico        | Mexique        | Amérique  | 1966      | Football                     | 87 000   |

### Stades accueillant une finale mondiale
| Stade                           | Ville          | Nbr | Coupe du monde | Coupe du monde | Jeux olympiques |
| ------------------------------- | -------------- | --- | -------------- | -------------- | --------------- |
| Stade olympique Yves-du-Manoir  | Colombes       | 2   | 1938           |                | 1924            |
| Stade Maracanã                  | Rio de Janeiro | 3   | 1950 et 2014   |                | 2016            |
| Stade Råsunda                   | Solna          | 2   | 1958           | 1995           |                 |
| Stade de Wembley                | Londres        | 3   | 1966           |                | 1948, 2012      |
| Stade Azteca                    | Mexico         | 3   | 1970 et 1986   |                | 1968            |
| Stade olympique de Munich       | Munich         | 2   | 1974           |                | 1972            |
| Rose Bowl                       | Los Angeles    | 3   | 1994           | 1999           | 1984            |
| Stade international de Yokohama | Yokohama       | 2   | 2002           |                | 2020            |
| Stade olympique de Berlin       | Berlin         | 2   | 2006           |                | 1936            |
| Stade Loujniki                  | Moscou         | 2   | 2018           |                | 1980            |

## Buenos Aires, la ville avec le plus de stades de football
L’Argentine est connue dans le monde entier pour être l’un des pays où la plupart des citoyens aiment le football. Selon les dernières estimations, Buenos Aires, sa capitale, compte 36 stades de football (les 18 de la ville plus ceux situés à la périphérie). C’est parce que, contrairement à d’autres parties du monde, il n’y a pas de stades gouvernementaux dans la ville qui sont utilisés ou loués par diverses équipes. Chaque équipe doit avoir son propre stade pour jouer.